# Persone di cognome Da Silva/Calciatori
| Questa pagina contiene informazioni ricavate automaticamente dalle voci biografiche con l'ausilio del template Bio e di un bot. L'aggiornamento è periodico e automatico e ricostruisce completamente la pagina. Se manca una persona in questa lista, sei pregato di non aggiungerla, ma accertati piuttosto che la sua voce biografica contenga il template Bio e che i dati anagrafici siano correttamente compilati. Se il template Bio manca, inseriscilo tu stesso o, in alternativa, metti l'avviso {{tmp\|Bio}} che ne segnala la mancanza. Se i dati riportati sono sbagliati, correggi direttamente la voce biografica; le modifiche saranno visibili in questa lista entro pochi giorni. Per chiarimenti vedi il progetto antroponimi. La lista contiene solo le 105 persone che sono citate nell'enciclopedia e per le quali è stato implementato correttamente il template Bio. Pagina aggiornata al 12 ott 2024. |

Questa è una lista di persone presenti nell'enciclopedia che hanno il cognome da Silva e sono Calciatori.

## A(12)
- Aloísio José da Silva, ex calciatore brasiliano (Atalaia, n. 1975)
- Ari Clemente, ex calciatore brasiliano (San Paolo, n. 1939)
- Alex Sandro da Silva, ex calciatore brasiliano (Amparo, n. 1985)
- André Luciano da Silva, ex calciatore brasiliano (Fortaleza, n. 1981)
- Antônio da Silva, ex calciatore brasiliano (Rio de Janeiro, n. 1978)
- Antônio Benedito da Silva, ex calciatore brasiliano (Campinas, n. 1965)
- Alex Henrique da Silva, ex calciatore brasiliano (Ribeirão Preto, n. 1982)
- Alexandre Afonso da Silva, ex calciatore brasiliano (Uberlândia, n. 1983)
- Ailton Cesar Junior Alves da Silva, calciatore brasiliano (Matão, n. 1994 - La Unión, † 2016)
- Alex Silva, calciatore brasiliano (Nanuque, n. 1994)
- Adalto, ex calciatore brasiliano (Votuporanga, n. 1978)
- Guga, ex calciatore brasiliano (Osasco, n. 1964)

## B(1)
- Bruno Mauro, ex calciatore portoghese (Lisbona, n. 1973)

## C(7)
- Edu Bala, ex calciatore brasiliano (San Paolo, n. 1948)
- Caiuby, calciatore brasiliano (San Paolo, n. 1988)
- Christiano Florêncio da Silva, ex calciatore brasiliano (Jaboticabal, n. 1978)
- Cristiano da Silva, calciatore brasiliano (Campo Mourão, n. 1987)
- Cauê Cecilio da Silva, calciatore brasiliano (San Paolo, n. 1989)
- Charles Marcelo da Silva, calciatore brasiliano (Belo Horizonte, n. 1994)
- Veludo, calciatore brasiliano (Rio de Janeiro, n. 1930 - Rio de Janeiro, † 1973)

## D(5)
- Bobô, ex calciatore brasiliano (Gravatá, n. 1985)
- Douglas da Silva, ex calciatore brasiliano (Florianópolis, n. 1984)
- Dionathã, calciatore brasiliano (Rebouças, n. 1998)
- Dário Frederico da Silva, calciatore brasiliano (Marília, n. 1991)
- Mascarenhas, calciatore portoghese (Vila Salazar, n. 1937 - Lisbona, † 2015)

## E(10)
- Edson Henrique da Silva, calciatore brasiliano (Itaquitinga, n. 1987)
- Eduardo Fernando da Silva, ex calciatore uruguaiano (Artigas, n. 1966)
- Edmílson Junior, calciatore belga (Liegi, n. 1994)
- Evandro da Silva, calciatore brasiliano (Messias, n. 1997)
- Eduardo Adelino da Silva, ex calciatore brasiliano (Rio de Janeiro, n. 1979)
- Edgar Bruno da Silva, calciatore brasiliano (São Carlos, n. 1987)
- Eduardo Henrique da Silva, calciatore brasiliano (Limeira, n. 1995)
- Elton Constantino da Silva, calciatore brasiliano (Juazeiro, n. 1989)
- Erico Constantino da Silva, calciatore brasiliano (Juazeiro, n. 1989)
- Erivelto Emiliano da Silva, calciatore brasiliano (Bezerros, n. 1988)

## F(5)
- Fábio Pereira da Silva, calciatore brasiliano (Petrópolis, n. 1990)
- Felipe Augusto da Silva, calciatore brasiliano (San Paolo, n. 2004)
- Felipe Florêncio da Silva, calciatore brasiliano (Florianópolis, n. 2002)
- Fabinho, calciatore brasiliano (São José dos Campos, n. 1999)
- Felipe Reinaldo da Silva, ex calciatore brasiliano (Ernestina, n. 1978)

## G(2)
- Geovani Silva, ex calciatore brasiliano (Vitória, n. 1964)
- Gilson Jesus da Silva, ex calciatore brasiliano (Fortaleza, n. 1973)

## J(9)
- José Aílton da Silva, ex calciatore brasiliano (Cajueiro, n. 1977)
- João Batista da Silva, ex calciatore brasiliano (Porto Alegre, n. 1955)
- José Ricardo da Silva, calciatore brasiliano (Fortaleza, n. 1939)
- Jorge Soares da Silva, ex calciatore portoghese (Lamego, n. 1972)
- José Welison, calciatore brasiliano (São Pedro, n. 1995)
- José Carlos Santos da Silva, ex calciatore brasiliano (Ipirá, n. 1975)
- Jefferson Junio Antônio da Silva, calciatore brasiliano (Jaraguá, n. 1997)
- João Paulo da Silva, calciatore brasiliano (Curitiba, n. 1985)
- João Gabriel da Silva, ex calciatore brasiliano (Boa Esperança, n. 1984)

## K(1)
- Kaiki Bruno, calciatore brasiliano (Belo Horizonte, n. 2003)

## L(7)
- Lucas Gomes da Silva, calciatore brasiliano (Bragança, n. 1990 - La Unión, † 2016)
- Leandro da Silva, ex calciatore brasiliano (Rio Branco do Sul, n. 1989)
- Lucas Áfrico, calciatore brasiliano (San Paolo, n. 1995)
- Leandro da Silva, ex calciatore brasiliano (Itumbiara, n. 1985)
- Zelão, ex calciatore brasiliano (Pirajuí, n. 1984)
- Triguinho, ex calciatore brasiliano (Piquete, n. 1979)
- Leônidas, calciatore e allenatore di calcio brasiliano (Rio de Janeiro, n. 1913 - Cotia, † 2004)

## M(9)
- Márcio Ivanildo da Silva, ex calciatore brasiliano (Petrolândia, n. 1981)
- Marco da Silva, calciatore francese (Compiègne, n. 1992)
- Marinaldo Cícero da Silva, calciatore brasiliano (Palmares Paulista, n. 1986)
- Mílton Alves da Silva, calciatore brasiliano (Porto Alegre, n. 1931 - San Paolo, † 1973)
- Marcos Wilson da Silva, calciatore brasiliano (Rio de Janeiro, n. 1995)
- Mateus da Silva, calciatore brasiliano (Nossa Senhora da Glória, n. 1991)
- Marco Antônio da Silva, ex calciatore brasiliano (Belo Horizonte, n. 1966)
- Marino da Silva, ex calciatore brasiliano (São Manuel, n. 1986)
- Mércio, ex calciatore brasiliano (Recife, n. 1980)

## N(2)
- Nilmar, ex calciatore brasiliano (Bandeirantes, n. 1984)
- Nathan Silva, calciatore brasiliano (Oliveira, n. 1997)

## O(1)
- Osvaldo Baliza, calciatore brasiliano (Tanguá, n. 1923 - Rio de Janeiro, † 1999)

## P(3)
- Paulo Roberto da Silva, calciatore brasiliano (Lavras, n. 1987)
- Paulo Victor da Silva, calciatore brasiliano (San Paolo, n. 1995)
- Paulo Rodrigues, calciatore brasiliano (n. 1986 - Bohutín, † 2012)

## R(14)
- Reinaldo, calciatore brasiliano (Porto Calvo, n. 1989)
- Rogério Fonseca da Silva, ex calciatore brasiliano (Rio de Janeiro, n. 1970)
- Rafael Ratão, calciatore brasiliano (Cascavel, n. 1995)
- Esquerdinha, calciatore brasiliano (Jaboatão dos Guararapes, n. 1989)
- Renan Silva, calciatore brasiliano (Rio de Janeiro, n. 1989)
- Ricardo Jesus, ex calciatore brasiliano (Campinas, n. 1985)
- Renan, calciatore brasiliano (Itapevi, n. 2002)
- Ricardo Mathias, calciatore brasiliano (Nova Iguaçu, n. 2006)
- Nonato, ex calciatore brasiliano (Mossoró, n. 1967)
- Rafael Pereira da Silva, calciatore brasiliano (Petrópolis, n. 1990)
- Renan Foguinho, calciatore brasiliano (Londrina, n. 1989)
- Rafael Pereira da Silva, ex calciatore brasiliano (Barretos, n. 1980)
- Rui Silva, calciatore portoghese (Maia, n. 1994)
- Rafael da Silva, calciatore brasiliano (San Paolo, n. 1992)

## S(2)
- Sebastião Carlos da Silva, ex calciatore brasiliano (San Paolo, n. 1959)
- Sancidino Silva, calciatore guineense (Bissau, n. 1994)

## T(3)
- Thaciano, calciatore brasiliano (Campina Grande, n. 1995)
- Thalisson Kelven, calciatore brasiliano (Ji-Paraná, n. 1998)
- Thiago Quirino da Silva, ex calciatore brasiliano (Belo Horizonte, n. 1985)

## V(3)
- Vagner da Silva, calciatore brasiliano (Araruna, n. 1986)
- Vitinho, calciatore brasiliano (Belo Horizonte, n. 1999)
- Vítor Silva, calciatore portoghese (Lisbona, n. 1909 - † 1982)

## W(4)
- William Fernando da Silva, ex calciatore brasiliano (San Paolo, n. 1986)
- Warley Leandro da Silva, calciatore brasiliano (Recife, n. 1999)
- William Matheus, calciatore brasiliano (Rio de Janeiro, n. 1990)
- Wellington Carlos da Silva, ex calciatore brasiliano (Ribeirão Preto, n. 1987)

## Y(2)
- Yago Fernando da Silva, ex calciatore brasiliano (San Paolo, n. 1992)
- Yago César, calciatore brasiliano (Taboão da Serra, n. 1997)

## Á(1)
- Álberis da Silva, calciatore brasiliano (n. 1984)

## Â(1)
- Ânderson Miguel da Silva, calciatore brasiliano (Sorocaba, n. 1983)

## É(1)
- Édson José da Silva, calciatore brasiliano (Água Preta, n. 1986)